# シエラのように
「シエラのように」は、日本のバンド10-FEETの19枚目のシングルである。2020年10月14日発売。発売元はユニバーサルミュージック。

## 収録曲
全曲 作詞・作曲：TAKUMA、編曲：10-FEET
1. シエラのように
2. 彗星
3. あなたは今どこで誰ですか？